# Mérgezett egér
A Mérgezett egér (eredetileg németül: Wilde Maus) 2017-ben bemutatott osztrák-német film. A filmet Josef Hader írta és rendezte, ezenkívül az egyik főszereplőt is ő játssza. 
Magyarországon 2017. június 29-én mutatták be. A műfaja vígjáték, de tartalmaz krimielemeket is. A film a 2017-es Berlini Nemzetközi Filmfesztiválon Arany Medve-jelölést kapott.

## Cselekmény
Az 55 éves Georg hosszú éveken át egy bécsi újság elismert és rettegett zenekritikusaként dolgozott. Főszerkesztője, Waller egy nap váratlanul felmond neki költségcsökkentési intézkedések miatt. Georg ezt eltitkolja 43 éves felesége, Johanna elől, aki gyermeket szeretne tőle, és főleg azzal van elfoglalva, hogy a következő peteérésre várjon, hogy teljesüljön a gyermek utáni vágya.
Napközben Georg újonnan kapott szabadidejét arra használja, hogy Erich nevű egykori iskolatársával, aki szintén munkanélküli, és annak román barátnőjével, Nicolettával felújítsa a Práterben található Wilde Maus nevű régi hullámvasutat, és újra működőképessé tegye. 
Ugyanakkor az éjszaka folyamán Georg bosszúhadjáratba kezd egykori főnöke ellen, amely először csak kisebb vagyoni károkozással kezdődik, de hamarosan nagyobb támadásokba torkollik, és hamarosan veszélybe sodorja Georg gondosan felépített polgári egzisztenciáját.
Johanna ajánlatot kap Georg korábbi főnökétől, és megtudja tőle, hogy Georg már régóta munkanélküli.
Georg le akarja lőni Wallert, aki egy hegyi kunyhóban tölti az éjszakát a barátjával, de  nem sikerül. Ezután öngyilkos akar lenni a hóban, de két földműves felfedezi,ekkor  szinte ruhátlanul menekül, és végül visszatér Johannához.

## Szereplők
- Josef Hader: Georg
- Pia Hierzegger: Johanna
- Jörg Hartmann: Waller
- Denis Moschitto: Sebastian
- Georg Friedrich: Erich
- Nora von Waldstätten: Fitz szerkesztőnő
- Crina Semciuc: Nicoletta
- Maria Hofstätter: Huber titkárnő
- Thomas Schubert: Max
- Murathan Muslu: Mirko

## Fordítás
- Ez a szócikk részben vagy egészben  a   Wilde Maus (Film) című német Wikipédia-szócikk fordításán alapul.  Az eredeti cikk szerkesztőit annak laptörténete sorolja fel. Ez a jelzés csupán a megfogalmazás eredetét és a szerzői jogokat jelzi, nem szolgál a cikkben szereplő információk forrásmegjelöléseként.